# Sebilian
Het Sebilian (of Sébilien, ook: Esnacultuur) is een prehistorische archeologische cultuur in Egypte uit de periode 13.000-10.000 v.Chr.

## Locatie
De cultuur werd benoemd door de Franse archeoloog Edmond Vignard naar aanleiding van vondsten bij het dorp Izbat as Sibil Qibli nabij Kom Ombo nabij de Nijl, gedaan vanaf 1919 tot in de jaren 1920. 
Negen andere locaties werden door A. Marks gevonden in het gebied van de Wadi Halfa, en drie door Wendorf op ongeveer 10 km van Aboe Simbel. Alle vondsten bevonden zich nabij de Nijl, van Wadi Halfa tot Qina.

## Datering
De cultuur werd door Edmond Vignard in de periode 13.000-10.000 v.Chr. gedateerd. Datering door middel van stratigrafie plaatst de vondsten in een periode van 15.000 - 10.500 v.Chr., hoewel het begin van de cultuur later als omstreeks 13.000 v.Chr werd bevestigd.
Het Sébilien werd geplaatst deels overlappend met het Ballanan-Silsilian (14.000 to 13.000 v.Chr.), en het Sebekian dat rond 12.000 v.Chr. of misschien vroeger plaatsvond.

## Kenmerken
Stenen werktuigen werden gevonden op de 3-5 m hoge rivierterrassen langs de Nijl. De vondsten laten een technische ontwikkeling in drie fasen zien:
- Sebillian I - met een techniek typerend voor de dioriet-gebaseerde Nubisch Levalloistechniek. Slechts weinig kerfresten zijn aanwezig.

- Sebillian II en III werktuigen werden gemaakt met een techniek typerend voor een microlietindustrie, waarbij het gebruikte materiaal veranderde naar vuursteen. Een veel groter aantal microburijnen werd gevonden.

De industrie werd later geherdefinieerd op basis van de classificatie Sebillian I, beschreven als grof vervaardigd, mogelijk gemaakt om te voldoen in de incidentele behoeften van groepen die zich met jacht bezighielden.
De restanten van voedingsmiddelen, met name vis en in veel mindere mate krokodil en schildpad, zijn van een soort te verwachten van een semi-sedentaire bevolking nabij de rivier de Nijl.